# Brut Carniollus
Borut Grce, bolj znan pod umetniškim imenom Brut Carniollus, slovenski likovni umetnik, grafik in fotograf, * 1959, Jesenice.

## Življenjepis
Leta 1983 je diplomiral iz novinarstva na Univerzi v Ljubljani, a je novinarsko pot hitro zamenjal za vizualno umetnost.
Od leta 2012 je uradni fotograf mednarodnega likovnega simpozija »Slovenia Open to Art« na Sinjem vrhu nad Ajdovščino.
Umetnik živi in ustvarja v Radovljici.

## Umetniški slog
Carniollus uporablja lastne in najdene fotografije kot »seme«, ki ga z digitalnimi orodji preoblikuje v kompleksne kolaže; končno delo izdela kot UV-tisk na platno ali aluminij.  
Njegov pristop je reduktivističen, dekonstruktivističen in minimalističen, motivno pa se pogosto giblje med urbanimi fasadami, anonimnimi portreti in rastlinskimi silhuetami.

## Samostojne razstave (izbor)
| Leto | Naslov                     | Prostor                                    | Kraj      |
| ---- | -------------------------- | ------------------------------------------ | --------- |
| 2025 | We, the tribe              | Gallery „U JAKSY”                          | Miechów   |
| 2023 | Preslikave                 | Muzej Kosova graščina                      | Jesenice  |
| 2023 | Nimam za burek             | EF Galerija                                | Ljubljana |
| 2022 | Kratki stik                | Galerija Pogled & Medobčinski muzej Kamnik | Kamnik    |
| 2021 | Whatever Happens Next      | Layerjeva hiša (KAOS)                      | Kranj     |
| 2019 | Digitalni kolaž v sinagogi | Sinagoga Lendava                           | Lendava   |

## Skupinske razstave (izbor)
- 2025 – Majski salon 2025: Mehka moč, Ptuj[13]
- 2024 – The Fruits of Passion, Blejski grad[14]
- 2023 – Vsi smo vesoljci, Center Rog, Ljubljana[15]
- 2022 – Okno k sosedu #23, Generalni konzulat RS v Celovcu[16]
- 2021 – KAOS – Collage Biennial, Layerjeva hiša, Kranj[5]

## Nagrade in priznanja
- 2023 – Linhartova plaketa Občine Radovljica, za izjemen prispevek k likovni umetnosti[2]
- 2022 – Odkupna nagrada, Ex Tempore Ptuj[17]

## Članstva
- Zveza društev slovenskih likovnih umetnikov (ZDSLU)
- Likovno društvo Kranj

## Zbirke
Njegova dela hranijo Bibliotheque nationale de France, Galerija Šivčeva hiša, Radovljica, Galeria – Biuro Wystaw Artystycznych U Jaksy, Miechów, Poljska, zbirka Mestne občine Ptuj,... in zasebni kupci v Avstriji, Nemčiji, Italiji, Španiji in ZDA.